# ИПТГ
Изопропил-β-D-1-тиогалактопиранозид (ИПТГ, англ. IPTG) — реагент, используемый в молекулярной биологии. Молярная масса — 238,30 г/моль.
ИПТГ используют в качестве аналога аллолактозы, метаболита лактозы, который запускает транскрипцию lac-оперона. Наличие атома серы в ИПТГ предотвращает разложение индуктора. Для индукции лактозного оперона ИПТГ используют в концентрациях от 0,1 до 2 мМ.